# Stelling van Casey

Animatie: de stelling van Ptolemaeus als bijzonder geval van de Stelling van Casey.

De stelling van Casey is een stelling uit de Euclidische meetkunde, die geldt als generalisatie van de stelling van Ptolemaeus. De stelling is vernoemd naar de Ierse wiskundige John Casey (1820-1891).

## Formulering van de stelling
Laat {\displaystyle O} een cirkel zijn, en {\displaystyle O_{1},O_{2},O_{3}} en {\displaystyle O_{4}} vier elkaar niet snijdende cirkels die in {\displaystyle O} liggen, en in volgorde raken aan {\displaystyle O}. Laat vervolgens {\displaystyle t_{ij}} de lengte zijn van de uitwendige gezamenlijke raaklijn aan {\displaystyle O_{i}} en {\displaystyle O_{j}}. Dan geldt:
{\displaystyle t_{12}t_{34}+t_{14}t_{23}=t_{13}t_{24}}
- De stelling is ook geldig als niet alle vier de cirkels binnen {\displaystyle O} liggen. Als een cirkelpaar dan aan weerszijden van de cirkel ligt, dan moet voor {\displaystyle t_{ij}} de lengte van de inwendige in plaats van de uitwendige raaklijnen worden genomen.
- Voor {\displaystyle O} kan ook een lijn worden genomen, als ontaarde cirkel
- Vaak formuleert men de stelling als

{\displaystyle t_{12}t_{34}\pm t_{14}t_{23}\pm t_{13}t_{24}=0}
zodat de volgorde van de cirkels niet van belang is.
- De stelling van Ptolemaeus is een bijzonder geval met punten voor {\displaystyle O_{1},O_{2},O_{3}} en {\displaystyle O_{4}} (als ontaarde cirkels) waarbij die punten op de cirkel {\displaystyle O} liggen.
- Het omgekeerde van deze stelling is ook juist, uit het voldoen van de raaklijnen van vier cirkels aan de vergelijking kan worden afgeleid dat er een gemeenschappelijke raakcirkel is.